# 토치우드 기관
토치우드(Torchwood)는 영국의 SF 드라마 <닥터 후>에 나오는 외계 아티팩트 연구기관이다. 총 5개의 지부가 있었으나 현재로써는 모두 파괴된 상태이며, 토치우드 3만이 대원 캡틴 잭 하크니스(Captain Jack Harkness)와 그웬 쿠퍼(Gwen Cooper)등에 의해 비밀리에 유지되고 있다.

## 역사
1879년, 영국의 빅토리아 여왕은 웨일스의 '토치우드'라는 영지에서 머물게 된다. 그러나 그 뒤에는 빅토리아 여왕을 통해 세계를 지배하려는 외계인의 음모가 있었고, 다행히 닥터와 로즈 타일러의 활약으로 외계인은 물러가게 된다. 이 사건 이후 대영제국의 적은 외계에도 있음을 깨달은 빅토리아 여왕은 영국을 보호하기 위해 토치우드 영지에 왕실 직속 비밀 연구기관을 세울 것을 다짐한다. 또한 자신을 위해 죽은 로버트 맥리쉬 경을 기념하는 의미에서 연구소를 '토치우드'라 명명한다. (닥터후 에피소드 <Tooth and Claw(이빨과 발톱)> 참조)
이후 토치우드는 외계와 관련된 지식과 아티팩트를 수집하는 한편, 그것들을 이용해 외계 세력으로부터 영국을 지키기 위해 노력한다. 특히 닥터를 여왕과 국가의 적으로 간주하고 체포하려는 모습을 많이 보인다. 1899년에는 캡틴 잭 하크니스가 토치우드 3에 합류하기도 한다.

## 분류
토치우드는 총 5개의 지부가 있는 것으로 알려져있다.
- 토치우드 1

토치우드 런던 지부로 카나리 워프에 위치하고 있다. 가장 규모가 크고 조직적이다. "외계인의 것은 우리의 것이다"라는 슬로건 하에 주로 외계 아티팩트 수집을 한다.
21세기, 토치우드 1의 수장인 이본 하트맨(Yvonne Hartman)은 차원간의 장벽을 약화시키는 실험을 시작한다. 이 실험의 여파로 인해 전 지구에 '유령 현상'이 나타나기 시작했으며, 유령 현상에 닥터가 관심을 보이면서 닥터와도 만나게 된다. 하지만 유령들의 정체는 이쪽 우주로 넘어오려는 사이버맨들이었고, 여기에 보이드 쉽을 통해 탈출한 달렉들이 합세하면서 토치우드 1은 '카나리 전쟁'의 중심지가 된다. 이후 닥터의 활약에 의해 사이버맨과 달렉은 사라지지만 토치우드 1은 이후 버림받는다.
닥터의 동행인 마사 존스의 친척 역시 토치우드 1에서 일하고 있었다.
- 토치우드 2

토치우드 글래스고 지부.
자세한 사항은 알려져 있지 않으며 잭 하크니스의 말에 의하면 '아주 이상한 사람'이 관리하고 있다고 한다. 언제인지는 알 수 없으나 2009년이 되기 전에 철폐된 것으로 알려져있다.
- 토치우드 3

토치우드 카디프 지부. 시간의 균열이 위치하고 있는 카디프의 특성상 관련 업무가 많은 편이다.
1899년, 닥터를 기다리고 있던 캡틴 잭 하크니스가 합류한다. 이후 1999년에 당시 수장이 대원들을 모두 죽이고 자살하면서 캡틴 잭 하크니스가 그 수장을 맡게 되었다. 수지 코스텔로, 오웬 하퍼, 토쉬코 사토, 얀토 존스, 그웬 쿠퍼 등의 대원이 새로 들어오면서 명맥을 이어간다. 2009년, 456 사건이 터지자 과거를 덮으려 한 영국정부에 의해 파괴된다. 하지만 그 후로도 잭 하크니스와 그웬 쿠퍼 등의 요원들은 활동을 계속하는 모습을 보인다.
- 토치우드 4

일종의 실종 상태에 있는 토치우드 지부. 자세한 사항은 알려져있지 않다.
- 토치우드 인디아

토치우드 인도 지부. 1924년, 영국의 식민지배가 끝날 것임을 예견한 영국 정부에 의해 철폐되고 그 안에 있던 아티팩트들은 캡틴 잭 하크니스에 의해 압수된다. 하지만 토치우드 인디아의 임직원들은 몰래 활동을 계속하고 있었고, 사람들을 에너지로 사용해 1924년으로 지구를 되돌릴려는 계획을 세운다. 하지만 이 계획은 잭 하크니스와 얀토 존스, 그웬 쿠퍼 등의 토치우드 3 대원들의 노력으로 물거품이 되고, 토치우드 인디아는 완전히 파괴된다.

## 주요 인물
엄밀히 말하면 이 문서에서 말하는 토치우드 기관과 토치우드 팀, 이렇게 두 개로 나눌 수 있다.
공식적으로, 토치우드 기관은 2009년 토치우드 3를 마지막으로 모두 철폐되었다. 그러나 그 후 '기적의 날' 사건이 터지자 캡틴 잭 하크니스와 그웬 쿠퍼 등의 토치우드 요원들이 활동을 재개하였고, 이들은 '토치우드'라는 이름 하에 활동했다. 즉, 전자의 토치우드는 토치우드 기관, 후자의 토치우드는 토치우드 팀으로 불려야 정확한 호칭인 셈이다.

### 토치우드 기관의 멤버
- 이본 하트맨(Yvonne Hartman)

토치우드 1의 수장. 여왕과 국가를 위해 일한다는 사명감이 남다르다.
새로운 에너지원을 찾기 위해 차원간의 장벽을 허물고, 이는 카나리 전쟁의 발단이 된다. 사이버맨이 토치우드 1 건물을 점령했을 때 그들에 의해 사이버맨으로 변환된다. 하지만 그 후로도 인간성을 일부 지니고 있었으며, 이후 닥터가 사이버맨을 보이드로 흡수할 때 탈출하려는 사이버맨들을 죽인다.
- 캡틴 잭 하크니스(Captain Jack Harkness)

51세기에서 온 시간여행자. 닥터와의 여행 중, 배드울프(뉴닥터후 시즌2)에 의해 영원히 살게 되었다. 1899년 닥터와 만나기 위해 토치우드에 들어온 이후 100여 년이 넘는 시간 동안 근무했다. 외계에 대한 남다른 지식을 가지고 있으며, 이를 잘 사용해 토치우드 3를 운영한다.
1999년, 토치우드 3의 수장이 대원들을 죽이고 자살하면서 토치우드 3를 물려받는다. 이후 오웬 하퍼, 수지 코스텔로, 토쉬코 사토, 얀토 존스, 그웬 쿠퍼 등의 인물들을 채용해 닥터를 기념하는 의미에서 토치우드 3을 이어간다. 456 사건이 터지면서 토치우드 3는 공식적으로 철폐되었지만 그 후로도 남몰래 그웬 쿠퍼를 지켜주었고, '기적의 날' 사건이 터지자 토치우드라는 이름 하에 다시 활약하기도 한다.
- 그웬 쿠퍼(Gwen Cooper)

전직 경찰. 살인사건을 수사하던 중 우연히 토치우드라는 이름의 조직을 만나게 되었고, 나아가 토치우드의 요원이 된다.
캡틴 잭 하크니스가 토치우드를 떠나있던 사이 리더 역할을 했으며, 456 사건이 종결된 이후 위험한 상황을 피하기 위해 남편 리스 윌리암스(Rhys Williams), 아이 안웬 윌리암스(Anwen Williams)와 함께 숨어 살아간다.
- 오웬 하퍼(Owen Harper)

의사 출신의 토치우드 대원. 토치우드 내에서 의료와 관련된 일을 전담하고 있다.
외계인에 의해 애인이 목숨을 잃고, 그 후 캡틴 잭 하크니스를 만나면서 토치우드에 들어가게 된다. 메이플라이 사건을 조사하던 중 '팜(The Pharm)'의 관리자의 총에 맞아 목숨을 잃게 된다. 이후 부활 장갑을 통해 다시 살아나지만 이는 생명 활동이 없는, 그저 의식의 부활에 불과했고 상처를 회복하는 능력과 같이 신체적인 기능은 사게 되었다. 그레이가 카디프를 혼란에 빠트렸을 때 원자로를 닫으려다가 안에 갇혀버리고, 몸이 분해되면서 다시 한 번 사망하게 된다.
'기적의 날' 사건이 터졌을 때 캡틴 잭 하크니스가 오웬 하퍼라는 가명을 쓰기도 했다.
- 토쉬코 사토(Toshiko Sato)

일본계 영국인으로, IT 기술 분야에 능하다.
의문의 조직에 의해 어머니가 납치당하자, 국방부 휘하 건물에 들어가 무기의 설계도를 훔쳐낸다. 이후 이 무기를 넘기려 하지만 이는 UNIT에 발각되고, 토쉬코 사토 역시 현행범으로 붙잡히게 된다. 하지만 그녀의 기술적 능력을 눈여겨 본 캡틴 잭 하크니스에 의해 토치우드의 요원으로 발탁되고, 토치우드에서 IT 기술 관련 업무를 담당한다. 그레이가 카디프를 혼란에 빠트렸을 때 오웬 하퍼에게 원자로에 대해 설명해주던 중 그레이의 총에 맞고 사망한다.
- 얀토 존스(Ianto Jones)

원래는 애인과 함께 토치우드 1에서 근무하고 있었지만 카나리 전쟁 사건이 터지면서 직장과 애인을 잃게된다.
이후 사이버맨으로 변해버린 애인을 되돌리기 위해 캡틴 잭 하크니스에게 일부러 접근하고, 결국 토치우드 3의 요원으로 발탁된다. 456 사건이 터졌을 때 캡틴 잭 하크니스와 함께 456에게 맞서던 중 바이러스에 감염되어 죽는다.
- 수지 코스텔로(Suzie Costello)

토치우드 3의 멤버.
부활 장갑의 능력을 최대화하기 위해 계속해서 실험을 거듭했고, 결국에는 살인까지 저질렀다. 이 사실이 그웬 쿠퍼와 캡틴 잭 하크니스에 의해 들키자 권총으로 자살한다. 수지 코스텔로와 관련된 살인사건이 다시 한 번 터지자 토치우드 요원들에 의해 부활한다. 하지만 이는 수지 코스텔로의 계획이었고, 그녀의 부활로 인해 그웬 쿠퍼가 위험해지자 토치우드 요원들은 다시 한 번 그녀를 죽인다.
- 엘레노어(Eleanor)

토치우드 인디아의 수장.
1924년, 대영제국의 몰락을 예감한 영국 정부에 의해 토치우드 인디아가 철폐되고 타임 스토어를 제외한 모든 외계 아티팩트를 압수당하게 된다. 이에 앙심을 품은 엘레노어는 타임 스토어를 써서 젊음을 유지한 채 살아남았고, 사람들을 에너지원으로 사용하여 지구를 1924년으로 되돌리려는 계획을 세운다. 하지만 이 활동으로 인해 토치우드 3의 주의를 끌게 되었고, 결국 계획이 들통나면서 토치우드 3 대원들에 의해 계획은 물거품이 된다.

### 토치우드 팀의 멤버
캡틴 잭 하크니스와 그웬 쿠퍼의 경우 위에 언급되어 있으므로 따로 거론하지 않는다.
- 렉스 마테슨(Rex Matheson)

CIA의 요원이자 토치우드 팀의 멤버.
교통사고로 인해 죽을 위기에 처했으나 때마침 '기적의 날' 사건이 터지면서 살아남았다. 이후 CIA 본부에 '토치우드'라는 메시지가 전달되자 그와 관련해서 조사를 계속하고, 결국 캡틴 잭 하크니스, 그웬 쿠퍼 등의 토치우드 대원들을 만나 함께 '기적의 날' 사건을 수사하게 된다. '기적의 날' 사건 동안 정부가 사람들을 소각시키는 등의 행동을 하자 이에 환멸을 느끼고 자신을 CIA가 아니라 토치우드의 일원이라 말한다.
'기적의 날' 사건이 끝난 후 캡틴 잭 하크니스와 마찬가지로 상처가 아물고 죽지 않는 등의 현상을 보였으나, 그 원인은 아직 밝혀지지 않았다.
- 에스더 드러몬드(Esther Drummond)

CIA의 요원이자 토치우드 팀의 멤버.
'기적의 날' 사건이 터지고 CIA 본부에 '토치우드'라는 메시지가 전달되자 그와 관련해 조사를 계속한다. 결국 캡틴 잭 하크니스와 그웬 쿠퍼 등을 만나게 되고, 같은 CIA 요원 렉스 매터슨과 함께 토치우드라는 이름으로 '기적의 날' 사건을 수사한다. 대원들이 '기적의 날' 사건의 원인을 알아냈을 때, '기적의 날'을 유지하려는 세력에 의해 사살당한다.
- 베라 후아레즈(Vera Juarez)

의사이자 토치우드의 멤버.
렉스 마테슨이 교통사고로 인해 병원에 실려오자 그의 치료를 맡는다. 이후 '기적의 날' 사건이 세상에 알려지며 센세이션을 불러일으키자 의사들을 규합하여 의사로써 할 수 있는 일들을 해야한다고 나선다. 렉스 마테슨을 통해 토치우드 팀에 들어가게 되었고, 다른 대원들과 함께 사건을 수사한다. 정부가 사람들을 '잉여 캠프(overflow camp)'로 소집하자 이를 수사하기 위해 캠프 안으로 침투하지만, 그곳에서는 사람들을 산채로 소각하고 있었고 비밀이 퍼져나갈 것을 두려워한 캠프 관리자에 의해 같이 소각된다.